# Ninilchik (Alaska)
Ninilchik est une ville d'Alaska, (CDP), aux États-Unis, faisant partie du Borough de la péninsule de Kenai. Sa population est de 883 habitants en 2010. Elle est située à l'ouest de la Péninsule Kenai, sur la Sterling Highway, à 61 kilomètres de Kenai et à 160 kilomètres par avion d'Anchorage.

## Histoire
Avant l'arrivée des européens en Alaska, Ninilchik était un lieu d'habitation de la tribu Dena'ina faisant partie du peuple Athabascan. Son nom provient sans doute de Niqnilchint, un mot athabascan signifiant endroit pour construire.
Les premières personnes qui vécurent là de façon permanente venaient de l'Île Kodiak en 1847, avant l'achat de l'Alaska par les États-Unis à la Russie. Il s'agit de Grigorii Kvasnikov, de sa femme, Mavra Rastorguev et de leurs enfants. Leur dialecte, composé de langue russe mélangée avec des mots du vocabulaire athabascan, fut la première langue parlée dans la ville. En 2008, ce dialecte était encore parlé dans la ville par quelques descendants de cette famille.
En 1896, une école fut construite, et en 1901 l'église orthodoxe fut rebâtie.
Dans les années 1940, un certain nombre de personnes relevant du Homestead Act arrivèrent, une fabrique de poisson en conserve fut ouverte, et en 1950 la Sterling Highway arriva jusqu'à Ninilchik.
L'ancien village est situé à l'embouchure de la rivière Ninilchik, et comporte un petit port. Le nom de Ninilchik est employé actuellement aussi bien pour le village des origines que pour les extensions qui ont été construites ultérieurement autour.

## Démographie
| 1880 | 1890 | 1920 | 1930 | 1940 | 1950 |
| ---- | ---- | ---- | ---- | ---- | ---- |
| 53   | 81   | 87   | 124  | 132  | 97   |

| 1960 | 1970 | 1980 | 1990 | 2000 | 2010 |
| ---- | ---- | ---- | ---- | ---- | ---- |
| 169  | 134  | 341  | 456  | 772  | 883  |

## Tourisme
Ninilchik est une destination touristique très populaire, avec la pêche au saumon et au flétan à cause de sa proximité avec le golfe de Cook. C'est aussi le lieu de la foire annuelle de la péninsule Kenai.
L'église orthodoxe, construite sur la hauteur dominant le reste du village attire aussi les visiteurs. Elle est entourée par un cimetière où reposent les premiers colons russes et leurs descendants.

## Sources et références
- (en) Cet article est partiellement ou en totalité issu de l’article de Wikipédia en anglais intitulé « Ninilchik, Alaska » (voir la liste des auteurs).
- (en) CIS
- Jacques Klein, L'Alaska et le Yukon, Guides Peuples du Monde,  (ISBN 978-2-907629-76-8)